# Mistrovství Československa v krasobruslení 1988
Mistrovství Československa v krasobruslení 1988 se konalo 19. a 20. prosince 1987 v Nitře.

## Medaile
| Kategorie      | Zlato                       | Zlato | Stříbro                       | Stříbro | Bronz                             | Bronz |
| Muži           | Petr Barna                  | 2     | Jaroslav Suchý                | 4. 4    | Martin Kotulič                    | 6. 2  |
| Ženy           | Iveta Voralová              | 2. 8  | Novotná                       | 4       | Jana Petrušková                   | 7. 8  |
| Sportovní páry | Lenka Knapková René Novotný | 1. 4  | sourozenci Kovářovi           | 3. 2    | Barbara Smolíková Roman Oberfranc | 3. 8  |
| Taneční páry   | Věra Řeháková Ivan Havránek | 2     | Andrea Juklová Martin Šimeček | 4       | Ivana Střondalová Milan Brzý      | 6     |